# 宝塔乡
宝塔乡，是中华人民共和国江西省九江市德安县下辖的一个乡镇级行政单位。

## 行政区划
宝塔乡下辖以下地区：
浔仪社区、岳山垅村、团山村、梅桥村、九里村、东山村、八一村、田塘村和杨桥村。